# Khương Nguyên (vợ cả đế Cốc)
Khương Nguyên (chữ Hán: 姜原) là một nhân vật nữ trong truyền thuyết Trung Quốc. Tương truyền bà là con gái Hữu Thai thị và là chính phi của đế Cốc Cao Tân Thị.

## Thần thoại
Hầu hết tư liệu thần thoại đều không ghi xuất thân của bà, Liệt nữ truyện chép rằng bà là con gái Thai hầu (邰侯). Tương truyền một hôm nọ, bà Khương Nguyên đi vào rừng hái củi chợt nhìn thấy một vết chân người khổng lồ, bà cho là điềm lạ liền ướm chân vào xem sự thể thế nào. Thế rồi bà thụ thai và hết 9 tháng 10 ngày thì sinh được người con trai.
Vì bà nghĩ rằng đứa con này sau lớn lên sẽ gây vạ bởi lai lịch bất minh liền mang nó đi bỏ. Thế nhưng bà vứt nó ở đâu nó cũng không việc gì, thả vào rừng thì các loài thú đều vây quanh nó, thả vào khe suối thì các loại cá lại bao bọc nó, treo nó vào lồng đưa lên cây thì các loại chim muông che chở làm tổ cho nó ở. Bà thấy thế biết rằng đứa bé này là người không tầm thường mới quyết định đem về nuôi, bà đặt tên nó là Khí (棄; có nghĩa là bỏ đi) và mang họ Cơ của cha là Đế Cốc.
Sau này, Cơ Khí lớn nên làm nông sư thời Đế Nghiêu và Đế Thuấn, nên được gọi là Hậu Tắc. Hậu duệ 16 đời của Hậu Tắc là Cơ Phát đã dấy binh đánh đổ nhà Thương mà lập ra nhà Chu.